# Americanah

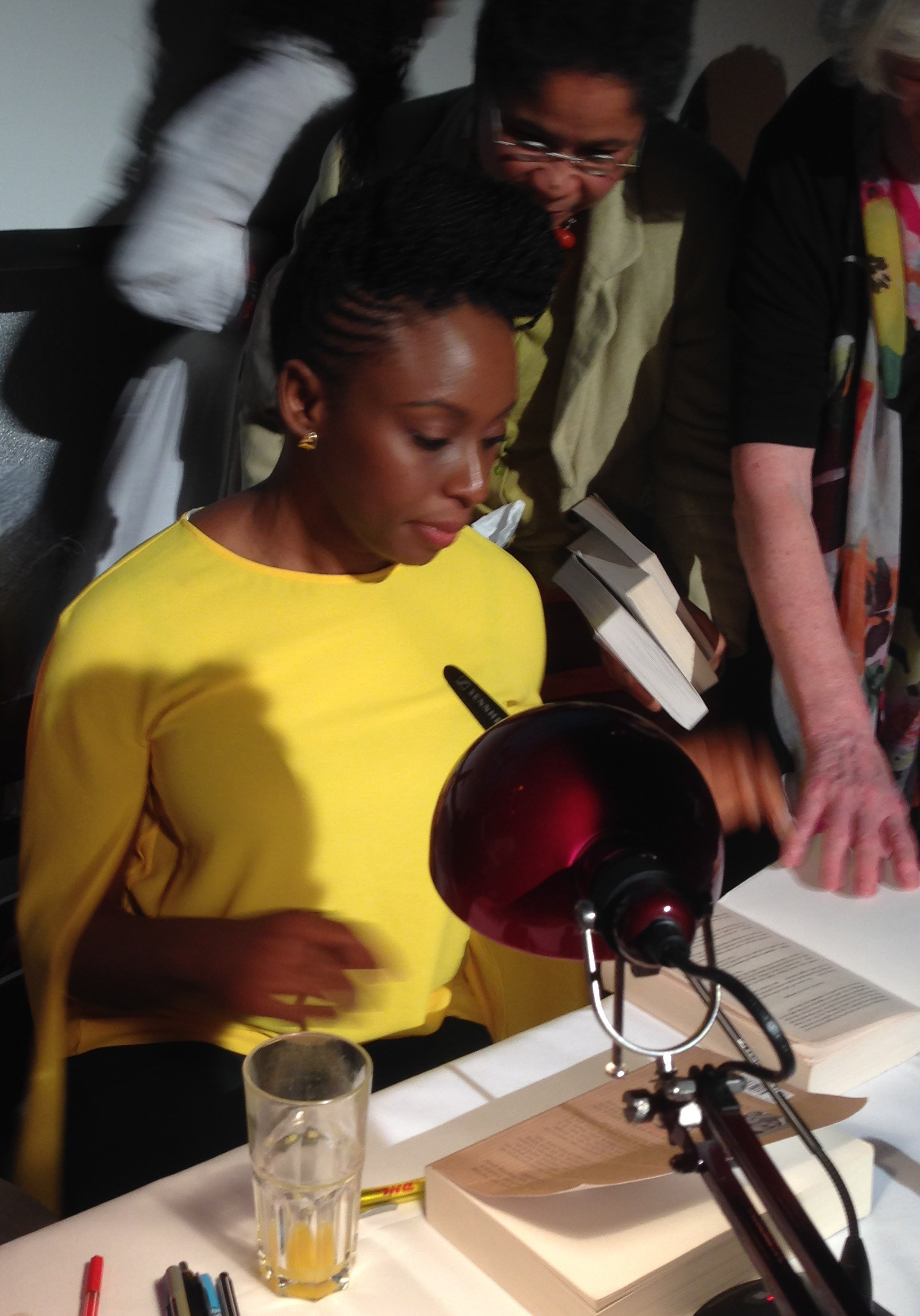
Adichie signiert nach ihrer Lesung in Berlin ein Americanah-Buch (2014)

Americanah ist der Titel eines 2013 erschienenen Romans der nigerianischen Schriftstellerin Chimamanda Ngozi Adichie. Die deutsche Übersetzung von Anette Grube erschien 2014. Erzählt werden die Erfahrungen von Ifemelu und ihrem Jugendfreund Obince, die während der Zeit der Militärdiktatur unter Sani Abacha aus Nigeria in die USA bzw. Großbritannien auswandern und sich Jahre später wieder in ihrer Heimat treffen. Die Autorin thematisiert in ihrem Roman, der auch eine Liebesgeschichte ist, Rassismus, Emanzipation, Entfremdung, die emotionale Bindung an Heimat und Familie.

## Inhalt
Der Roman beginnt mit der Rückkehr Ifemelus aus den USA und Obinzes aus London nach Nigeria (Teil 1). Der letzte Teil (7) setzt diese Zeitebene fort. Die in die 1990er Jahre zurückreichenden Kindheits- und Jugendzeit-Geschichten und die Auslandserfahrungen der beiden Hauptfiguren werden kapitelweise abwechselnd im Rückblick erzählt (Teile 2 bis 6).
Ifemelu und Obinze wachsen während der Militärdiktaturen in Nigeria in Akademiker-Familien auf. Sie befreunden und verlieben sich in ihrer Schulzeit und beginnen während ihrer Studien an der Universität Nsukka eine Beziehung. Wegen ihrer Unzufriedenheit mit den politischen und wirtschaftlichen Verhältnissen emigrieren viele ihrer Bekannten in die USA oder nach Großbritannien. Es sind nicht Armut oder Kriegsbedingungen, die sie zum Auswandern zwingen, sondern „das Bedürfnis, der bedrückenden Lethargie, der Chancenlosigkeit zu entkommen […] sie waren einfach nur ausgehungert nach Wahlmöglichkeiten und Sicherheit.“
Auch Ifemelu und Obinze entscheiden sich, im Ausland zu studieren. Ifemelu geht sofort, als sie ein Universitätsstipendium erhält, in die USA. Obinze schließt zuerst in Nigeria sein Studium ab, bekommt dann wegen der inzwischen verschärften Einreisebedingungen kein Visum für die USA und gelangt, als Ersatzlösung, mit einem Trick nach London. Seine Mutter ist als Professorin zu einem Kongress nach England eingeladen worden und besorgt ihm als ihrem Mitarbeiter ein Touristenvisum. Nach dessen Ablauf taucht er unter.
In den folgenden Jahren erleben Ifemelu und Obinze die Probleme und Leiden illegaler Immigranten. Beide versuchen als Starthilfe ihre alten Freundschafts- bzw. Familienbeziehungen zu nutzen. Ifemelu (Teil 2) wohnt zuerst in Flatlands (Brooklyn) bei ihrer Tante Uju, die sich als Ärztin ein neues Leben in den USA aufbauen will, jedoch ihre Qualifikation durch Prüfungen nachweisen muss, Integrationsprobleme hat, mit ihrem Sohn Dike unter armen Verhältnissen lebt und dann als Assistenzärztin nach Massachusetts zieht. Ifemelu hat zwar ein Stipendium am College der University of Pennsylvania in Philadelphia, aber dies reicht nicht, um ihren Unterhalt zu finanzieren. Legales Arbeiten ist nicht erlaubt und sie sucht über Beziehungen nach einem Job als Kellnerin, doch ohne Erfolg. Als sie nicht mehr ihre Miete bezahlen kann, verdient sie das Geld durch Prostitution. Die Folge ist eine Depression und aus Scham der Abbruch ihrer Kontakte zu Obinze. Durch die von ihrer nigerianischen Schulfreundin Ginika vermittelte Kinderbetreuung bei der liberalen Familie Kimberley stabilisieren sich ihre Finanzen und sie lernt bei ihren Arbeitgebern Curt, den Sohn reicher weißer Eltern, kennen und geht eine Beziehung mit ihm ein. Er organisiert für sie nach Abschluss ihres Studiums eine Anstellung in der Presseabteilung in Baltimore und sie erhält die Green-Card. Für diese Absicherungen nimmt sie die vorübergehende Glättung der Haare in Kauf, entscheidet sich aber dann für eine neue Afro-Frisur.
Dieser selbstbewusste Wechsel ist ein Zeichen ihrer Identitätsprobleme und der Beginn einer Suche nach neuen privaten und beruflichen Möglichkeiten (Teile 4–6): Sie kündigt ihren sicheren Arbeitsplatz und eröffnet einen Blog v. a. mit den Themen Kulturvielfalt, Hautfarbe und Rassismus in den USA. Nach dem Ende der Beziehung zu Curt beginnt sie eine neue mit dem schwarzen Blaine, einem Dozenten an der Princeton University, und kommt durch ihn in eine gesellschaftlich arrivierte akademisch-liberale Szene in Princeton, New Jersey. Intensiv diskutiert sie mit dieser Gruppe ihre Hautfarbe-Erfahrungen und die Aspekte des Rassismus. 2008 verfolgt sie gespannt und erwartungsvoll Obamas Wahl zum Präsidenten. Mit ihrem Blog „Beobachtungen schwarzer Amerikaner von einer nichtamerikanischen Schwarzen“ ist sie auch finanziell sehr erfolgreich. Sie wird zu Vorträgen eingeladen und kauft sich eine Eigentumswohnung.
Aber sie will nicht in einem Land gespaltener Identitäten leben, gibt ihren Blog auf und kehrt wohlhabend nach Nigeria zurück (Teil 7): Als sie in Lagos aus dem Flugzeug steigt, hört sie auf, „schwarz zu sein“. Sie arbeitet einige Zeit in der kleinen Redaktion der Frauenzeitschrift „Zoe“, ist aber mit der Ausrichtung des Blattes unzufrieden, gründet wieder einen Blog und schreibt v. a. über Emanzipationsprobleme der Frauen in ihrem Land und die Orientierung der Oberschicht an westlichen Lebensstandards. Sie verschweigt Obinze ihre Rückkehr und gibt in den Handy-Gesprächen vor, noch in den USA zu sein. Nach einigen Wochen treffen sich beide zufällig und nehmen ihre Jugendbeziehung wieder auf.
Obinzes London-Aufenthalt ist im Gegensatz zu Ifemelus 13 Jahren in den USA eine Kette des Scheiterns (Teil 3): Wie Ifemelu ist er auf alte Nigeria-Beziehungen aus seiner Familie und seinen arrivierten Schulkameraden angewiesen, da er keine Aufenthalts- und Arbeitserlaubnis hat. Sie leihen ihm Geld und geben ihm Tipps, wie man mit einer geborgten Sozialversicherungskarte („Für Weiße sehen wir alle gleich aus“) illegal einen Job findet. Auf diese Weise arbeitet er als Toilettenputzer und Lager- und Transportarbeiter, muss aber einen großen Tel des Lohns an den nigerianischen Besitzer der Karte abgeben. Nach 2 Jahren in England kauft er sich von einem Makler, um ein Bleiberecht zu erhalten, eine Scheinehe mit Cleotilde. Vor deren Abschluss auf dem Standesamt wird er verhaftet, kommt in Abschiebehaft und muss nach Nigeria zurückfliegen. Hier wendet sich sein Leben. Er macht gute Geschäfte auf dem Immobilienmarkt, kauft und verkauft Grundstücke und Häuser und legt sein Geld weltweit in Immobilien an. Er heiratet und hat mit seiner Frau Kosi eine Tochter, Buchi. An seinem Aufstieg ist auch seine Frau beteiligt. Durch ihre gesellschaftlichen Kontakte mit „Chiefs“ Partygesellschaft erhält Obinze einen Auftrag. Er kauft als „Chiefs“ Strohmann Grundstücke von einer bankrotten staatlichen Gesellschaft zur Förderung der Landwirtschaft (Teil 1, Kap. 2).
Obinze fühlt sich trotz seines Reichtums in seiner Ehe mit der konventionellen, auf ihren gesellschaftlichen Status fixierten Kosi unglücklich und entscheidet sich in einem sieben Monate dauernden Konflikt für seine Scheidung und ein neues Leben mit Ifemelu.

## Biographische Bezüge und historischer Hintergrund
Für die Gestaltung der Protagonistin Ifemelu konnte die Autorin offenbar eigene Erfahrungen nutzen. Zur Zeit ihrer Geburt (1977) arbeiteten ihr Vater als Mathematik-Professor und ihre Mutter, die in den USA und Nsukka Soziologie und Anthropologie studiert hatte, als Verwaltungsbeamtin an der University of Nigeria in Nsukka. Chimamanda wuchs auf dem Campus der Universität zur Zeit der Militärdiktaturen Ibrahim Babangidas (1985 bis 1993) und Generals Sani Abacha  (1993–1998) auf. Adichie lernte während der gesamten Schulzeit sowohl ihre Muttersprache Igbo als auch Englisch. Nach dem Sekundarschulabschluss begann sie an der „University of Nigeria“ ein Medizin- und Pharmaziestudium und ging 1996 mit 19 Jahren, vor dem Ende von Abachas Herrschaft, in die USA. Sie studierte zuerst Kommunikations- und Politikwissenschaften an der „Drexel University“ in Philadelphia, Pennsylvania, wechselte nach zwei Jahren zur „Eastern Connecticut State University“ in Willimantic, Connecticut, und wohnte dort bei ihrer Schwester, der Ärztin Ijeoma. Zwei weitere Universitäten folgten: die Johns Hopkins University in Baltimore und die Yale University in New Haven, wo sie 2008 ihre Afrikastudien mit dem Masterdiplom abschloss. An der Princeton University in New Jersey unterrichtete sie als „Hodder Fellow“ zwei Jahre. In dieser Zeit lernte sie die akademischen Szenen und die amerikanischen Schwarz-Weiß-Rassismus-Diskurse kennen, die nicht immer ihren Erfahrungen als Afrika-Schwarze entsprachen.
Für die Romanfigur Ifemelu, die in Nigeria ähnlich sozialisiert wird wie die Autorin und denselben politischen Hintergrund erlebt, der sie veranlasst, das Land zu verlassen, steht die Schwarz-Weiß-Thematik in ihren Beziehungen, den Gesprächen und ihrem Podcast im Mittelpunkt und konzentriert sich im 4. Romanteil auf die Wahl Barack Obamas zum Präsidentschaftskandidaten (27. August 2008) und zum Präsidenten (am 4. November 2008).

## Interpretation
Ein zentrales Thema des in personaler Form aus der Perspektive der Hauptfiguren erzählten Romans sind Ifemelus alltägliche Erlebnisse als afrikanische Schwarze in den USA. Durch den Vergleich mit ihren Erfahrungen in Nigeria erkennt sie den unterschwelligen Rassismus in den Vereinigten Staaten und diskutiert dies im Kreis von Blaines Freunden:

„Ich komme aus einem Land, in dem Hautfarbe kein Thema war. Ich habe mich selbst nicht als Schwarze gesehen, ich wurde erst schwarz, als ich nach Amerika kam. Wenn man sich in Amerika als Schwarze in einen Weißen verliebt, spielt Hautfarbe keine Rolle, wenn man allein zu zweit ist, du und deine Liebe. Doch sobald du rausgehst, spielt Hautfarbe eine Rolle. Aber wir reden nicht darüber. Wir reden nicht mal mit unserem weißen Partner über die kleinen Dinge, die uns ärgern, und die Dinge, von denen wir wünschen, sie würden sie besser verstehen, weil wir Angst haben, dass sie dann behaupten, wir würden überreagieren oder zu empfindlich sein.“

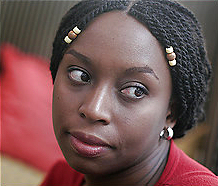
Chimamanda Ngozi Adichie (2009)

Ifemelu muss in den Vereinigten Staaten erst lernen, dass das Schwarzsein hier eine politisch-soziale Bedeutung hat, mit mangelndem Erfolg assoziiert ist, in der Rangfolge der Rassen am unteren Ende steht und schwarze Frauen ihre Haare mit Glätteisen und chemischen Mitteln glätten, um vom Mainstream akzeptiert zu werden.
Die Autorin lässt Ifemelu ihre Erfahrungen in kurzen Essays in ihrem Blog „Raceteenth – oder Ein paar Beobachtungen über schwarze Amerikaner (früher als Neger bekannt) von einer nicht-amerikanischen Schwarzen“ kommentieren, wie beispielsweise in folgendem, in dem sie die Haartracht als Metapher für Rassismus aufgreift:

„Eine weiße Freundin und ich sind Groupies von Michelle Obama. Neulich sagte ich zu ihr - ich frage mich, ob Michelle Obama Attachments eingearbeitet hat, ihr Haar sieht heute voller aus, und das heiße Glätten jeden Tag muss es schädigen. Und sie sagt – du meinst, ihr Haar wächst nicht so? Liegt es an mir, oder ist das die perfekte Metapher für Hautfarbe in Amerika? Haare. Schon mal eine Stylingsendung im Fernsehen gesehen? Auf dem hässlichen „Vorher“-Bild hat die schwarze Frau natürliches Haar (wüst, spiralig, kraus oder lockig), und auf dem hübschen „Nachher“-Bild ist es glatt, nachdem es jemand mit einem heißen Stück Eisen versengt hat. Manche schwarze Frauen, AS Afroamerikanerinnen und NAS (eingewanderte Afrikanerinnen), würden lieber nackt auf die Straße rennen, als sich mit ihrem natürlichen Haar in der Öffentlichkeit zu zeigen. Weil es nicht professionell, intellektuell, was immer ist, weil es nicht normal ist.“

 Dieser Metaphorik entsprechend beginnt der Roman mit Ifemelus Fahrt von Princeton in die heruntergekommene Nachbarstadt Trenton, da sich Frauen in Princeton nicht auf afrikanische Weise die Haare flechten lassen können.

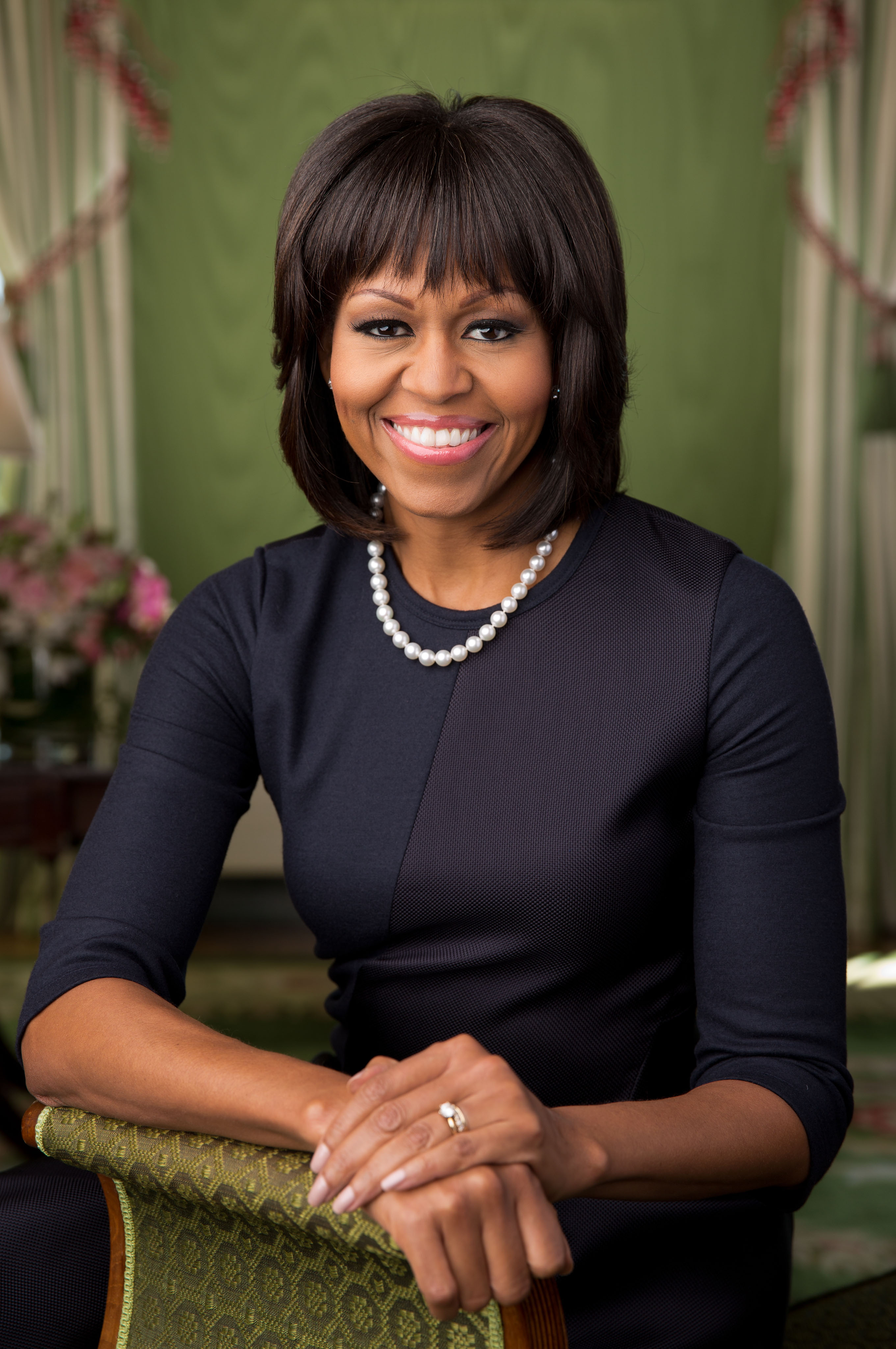
Michelle Obama (2013)

Nach ihrer Rückkehr nach Nigeria wechselt Ifemelu in ihrem Blog die Schwerpunkte auf Emanzipation und Orientierung der Oberschicht an westlichen Lebensstandards:

„In Lagos gibt es viele Frauen mit unbekannten Geldquellen. Sie führen ein Leben, das sie sich nicht leisten können. Sie fliegen ausschließlich in der Businessclass nach Europa, haben aber Jobs, mit denen sie nicht einmal ein normales Flugticket bezahlen könnten. Eine von ihnen ist meine Freundin, eine schöne brillante Frau, die in der Werbung arbeitet. Sie […] ist mit einem wichtigen Banker zusammen. Meine Sorge ist, dass sie zu einer der vielen Frauen in Lagos werden wird, die ihr Leben über den Mann definieren, den sie nie wirklich haben können, gelähmt von einer Kultur der Abhängigkeit, Verzweiflung im Blick und eine Designerhandtasche um das Handgelenk.“

## Rezensionen
Americanah wurde in den USA von Kritikern und Lesepublikum positiv aufgenommen und erhielt auch in mehreren namhaften deutschsprachigen Tageszeitungen und Magazinen überwiegend positive Besprechungen. Hannah Pilarczyk bezeichnete in ihrer Besprechung für das Nachrichtenmagazin Der Spiegel das Werk als Ausnahmeroman, nennt die Figur Ifemelu eine bis in das kleinste Detail stimmige Protagonistin und findet Adichies Roman ein gelungeneres Werk als Taiye Selasis kurz zuvor erschienenen Roman Diese Dinge geschehen nicht einfach so, der in ähnlicher Weise das Leben der sogenannten Afropolitans thematisiert. Ähnlich positiv ist Ijoma Mangold in seiner Zeit-Kritik gestimmt. Er spricht davon, dass Adichie die Handlung mit bewundernswerter Brillanz entfalte. Dana Buchzik sieht Adichies Roman in ihrer Besprechung für die Süddeutsche dagegen kritischer: Die eingeschobenen Blog-Einträge seien auf Dauer ermüdend, der soziologisch-kritische Blick Adichies zu überzogen:

„Chimamanda Ngozi Adichies dritter Roman, […] strotzt vor scharfsinnigen Analysen, krankt jedoch an seinen thematischen Ambitionen. Die 36-jährige Autorin greift so viele Inhalte auf, dass sie nur wenigen gerecht werden kann: Postkoloniale Diskurse, die Macht des christlichen Glaubens in Nigeria, Depression, Lagos Girls, bestechliche Journalisten, Feminismus, Militärdiktatur und Wirtschaftsbetrug, Schwächen des Bildungssystems, Suizidversuch eines Familienmitglieds, alltäglicher Rassismus, Liebe und Verrat, und nicht zuletzt die Scheinheiligkeit zeitgenössischer Literatur.“

Katharina Granzin sieht in ihrer insgesamt positiven Besprechung, die in der „Tageszeitung“ erschien, durchaus eine Nähe zu Lifestyle-Literatur gegeben, weist aber gleichzeitig darauf hin, dass schwarze amerikanische Lifestyle-Literatur etwas Neues sei. Für sie ist der Erfolg des Romanes, der Donna Tartts gehypten Roman Der Distelfink bei den National Book Critics Circle Award auf den zweiten Platz verwies, auch ein Indiz dafür, wie sich die US-amerikanische Gesellschaft unter der Präsidentschaft von Barack Obama verändert hat.

## Auszeichnungen
Adichie, die bereits zuvor mit angesehenen Literaturpreisen ausgezeichnet worden war, erhielt für ihren dritten Roman den National Book Critics Circle Award des Jahres 2013 und war für den Baileys Women’s Prize for Fiction des Jahres 2014 nominiert. Von den Kritikern des New York Times Book Review wurde Americanah zu einem der besten zehn Romane des Jahres 2013 gewählt. Der Roman wurde 2015 in die BBC-Auswahl der besten 20 Romane von 2000 bis 2014 und 1923 in die neue Zeit-Bibliothek der besten 100 Bücher der Weltliteratur aufgenommen.

## Ausgaben
- Americanah. Harper Collins, London 2013, ISBN 978-0-00-730622-0
  - Übers. Anette Grube[20]: Americanah. Fischer, Frankfurt am Main 2014, ISBN 978-3-10-000626-4
    - Rezension der Übersetzung, von Freya Melsted, in „TraLaLit. Plattform für übersetzte Literatur“: Eine deutsche Americanah, 18. Juni 2018

## Rezensionen und Interviews
- Kulturseite: Ausnahme-Roman „Americanah“: Einmal USA und zurück, Der Spiegel
- Welche Farbe hat eigentlich Hautfarbe?, Süddeutsche Zeitung, 4. Juni 2014, zu Americanah
- Ich bin nicht schwarz. Die Zeit, 24. Mai 2014
- Michelle Obama mit Zöpfen wäre undenkbar. Interview mit Adichie, Tages-Anzeiger, 29. April 2014
- digitaz: Katharina Granzin, Sisterlocks oder Microbraids? taz, 31. Mai 2014, S. 26
- Hubert Spiegel: Dieser Roman markiert eine Zäsur. FAZ, 10. Mai 2014, S. 13
- The Sunday Book Review: Realities of Race: „Americanah“, by Chimamanda Ngozi Adichie, New York Times 7. Juni 2013